# Xã Otter Creek, Quận Jersey, Illinois
Xã Otter Creek (tiếng Anh: Otter Creek Township) là một xã thuộc quận Jersey, tiểu bang Illinois, Hoa Kỳ. Năm 2010, dân số của xã này là 1.035 người.